# Abraham de Ereván
Abraham de Ereván fue un historiador armenio de los tiempos de Nadir Shah, que vivió en el siglo XVIII en fechas exactas desconocidas. Era hijo de Hovhannes y vivía en Ereván, actual capital de Armenia.
Su personalidad se bastante desconocida y sólo se conoce su obra: Patmutʾiwn tʾagahori Parsits ("Historia del rey de Persia"), un manuscrito conservado en un monasterio armenio católico en la isla de San Lázaro en Venecia, editado por un monje, conocido como "Patmutʾiwn paterazmatsʾn, 1721-1736" ("La historia de las guerras 1721-1736"), una copia del cual fue llevada a la Unión Soviética y publicada en 1938. Su narrativa se basa exclusivamente en un relato de las guerras, sin hacer mención de las condiciones políticas, sociales o económicas del país, y con especial atención a la invasión otomana del Kanato de Ereván (1724), de la que constituye la única fuente.